# Allt kan hända
Allt kan hända är en novellsamling av Stephen King, som utkom på engelska 2002 och i svensk översättning 2006. Den består av 14 korta berättelser.
Berättelserna är i ordningsföljd som följer:
1. Obduktionsrum fyra (org. Autopsy Room Four)
2. Mannen i den svarta kostymen (org. The Man in the Black Suit)
3. Allt du älskar kommer att försvinna (org. All That You Love Will Be Carried Away)
4. Jack Hamiltons död (org. The Death of Jack Hamilton)
5. I dödsrummet (org. In the Deathroom)
6. Elurias små systrar (org. Little Sisters of Eluria)
7. Allting är slutgiltigt (org. Everything's Eventual)
8. L.T's husdjursteori (org. L.T.'s Theory of Pets)
9. Vägviruset drar norrut (org. The Road Virus Heads North)
10. Lunch på Café Gotham (org. Lunch at the Gotham Cafe)
11. Den där känslan, som man bara kan säga vad den heter på franska (org. That Feeling, You Can Only Say What It Is In French)
12. 1408 (org. 1408)
13. En åktur i kulan (org. Riding the Bullet)
14. Lyckeslanten (org. Luckey Quarter)